# فوئنتس د ماگانیا
فوئنتس د ماگانیا (به اسپانیایی: Fuentes de Magaña) یک دهستان در اسپانیا است که در سریا واقع شده‌است.

## خصوصیات
فوئنتس د ماگانیا ۱۱ کیلومترمربع مساحت و ۸۴ نفر جمعیت دارد.